# Lophophora williamsii
Lophophora williamsii (Lem.) J.M.Coult., 1894 è una pianta succulenta appartenente alla famiglia delle Cactacee, comunemente nota come peyote, o peiote.
Il suo principale principio attivo è la mescalina, molecola psichedelica, che ne determina l'uso tradizionale come enteogeno e come componente essenziale di alcuni riti religiosi o altre pratiche, tra le quali meditazione, psiconautica, onironautica, terapia psichedelica. I nativi americani lo adoperavano anche come farmaco; è sovente utilizzato in Occidente come psichedelico ricreativo.

## Etimologia
Il nome scientifico del genere deriva dal greco lophos, ossia cresta, e phoro, ossia portatore, per via dei peli presenti in ogni areola; la pianta è anche conosciuta con il nome di peyote (dal nahuatl: peyotl ovvero pane degli dei) o mescal.

## Caratteristiche
Ha numerose infiorescenze globose di colore verde scuro tendente al grigio e 7-13 costolature, su cui crescono minute areole senza spine o con deboli spine quando la pianta è più giovane. Fra marzo e settembre avviene la fioritura caratterizzata da petali di colore bianco o rosa. Segue lo sviluppo del frutto claviforme contenente semi neri, ovoidi, del diametro di circa 1,5 millimetri, ricchi di mescalina, un tempo usati dai nativi americani come allucinogeno nei riti sciamanici. È dotato di una grossa radice a fittone fortemente ramificata.

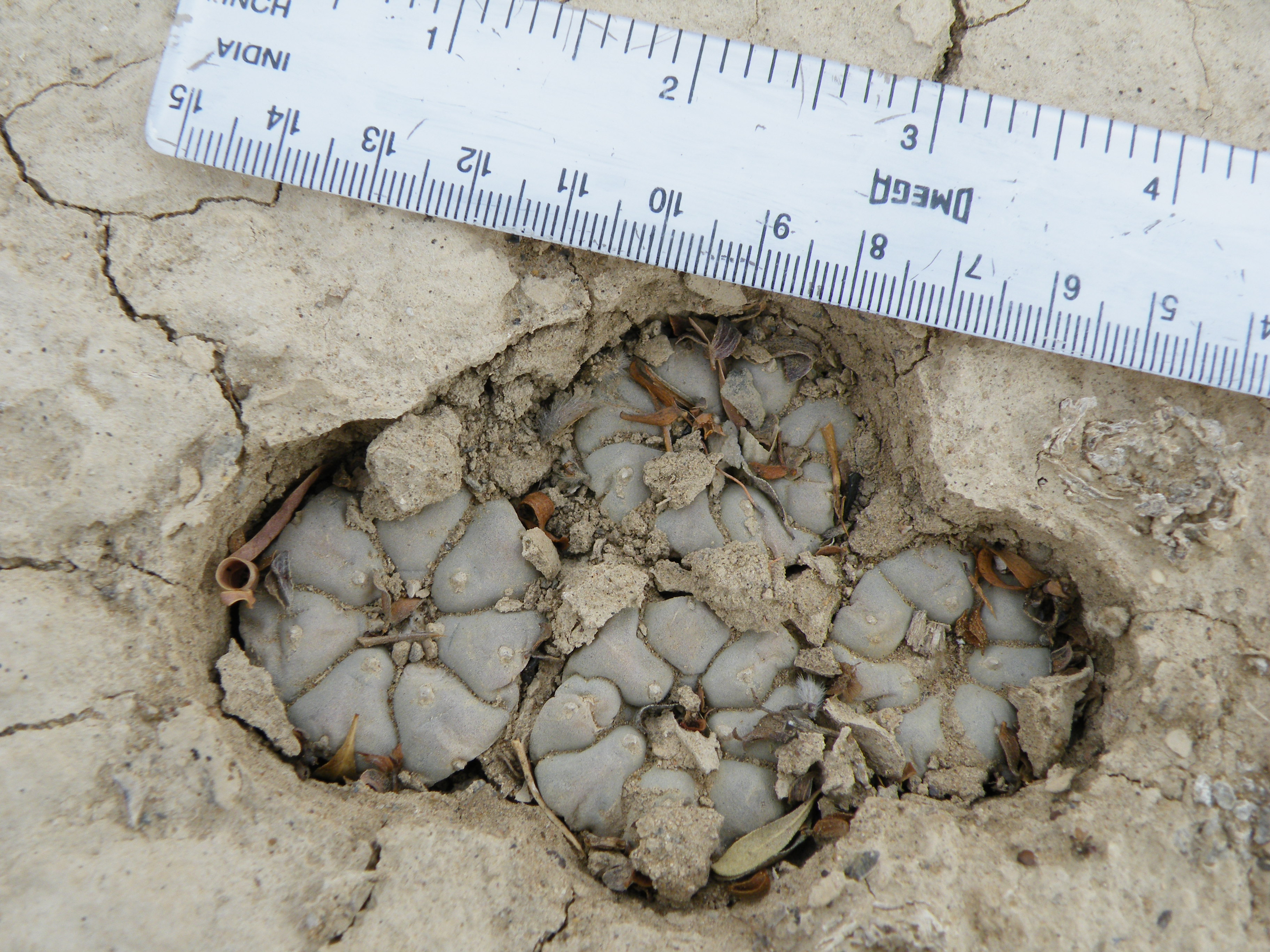
Giovani esemplari di L. williamsii nel deserto di Chihuahua
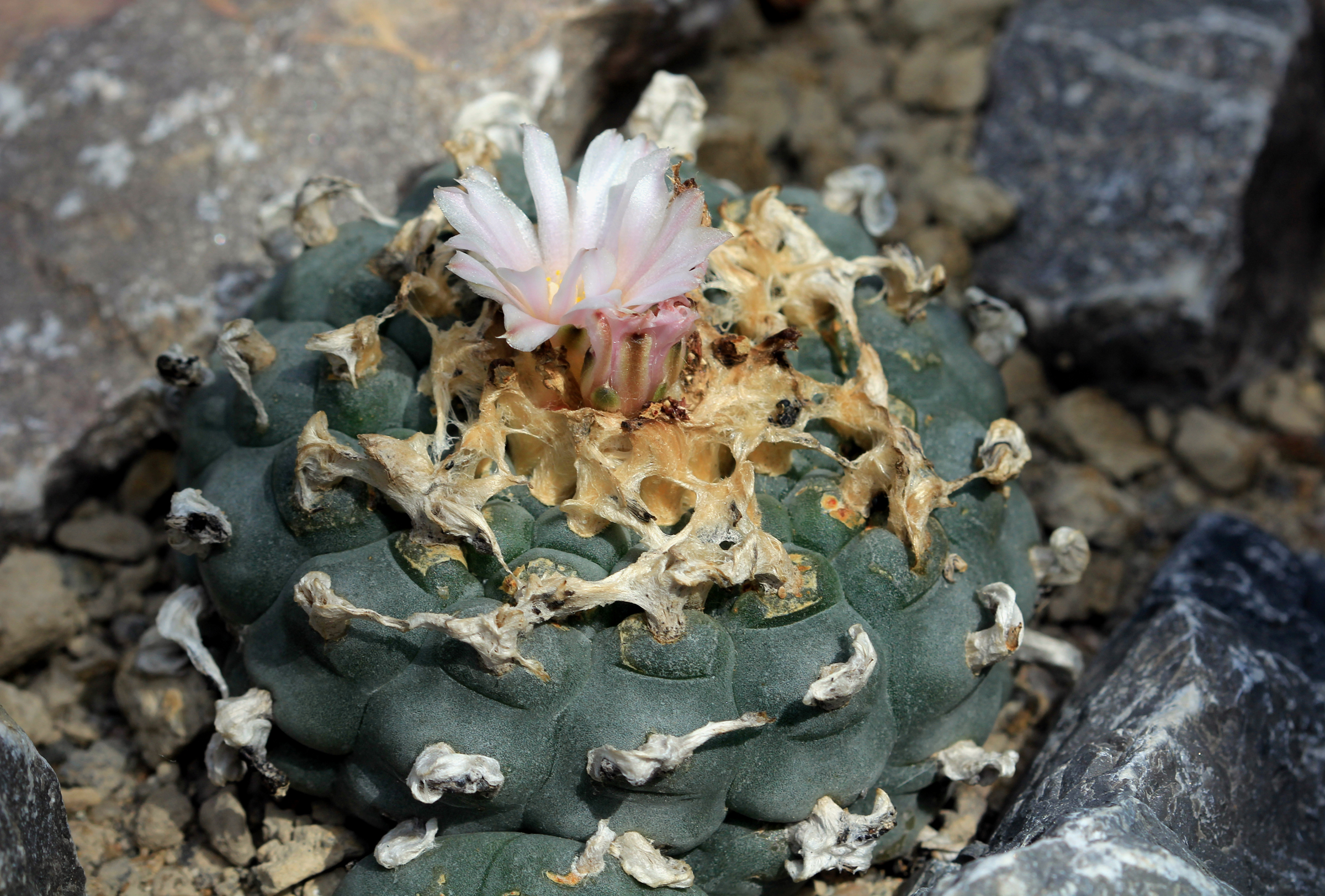
L. williamsii coltivata in Europa

## Distribuzione e habitat
Originaria del Messico, cresce spontaneamente nelle zone desertiche di Chihuahua, Durango e Querétaro, nonché in alcuni territori nel Sud del Texas. Si trova principalmente ad altitudini comprese fra i 100 e i 1 500 metri, ma nel deserto di Chihuahua si incontra fino a 1900 m s.l.m. Cresce riparato fra le rocce o a ridosso di grandi piante.

## Conservazione
La IUCN Red List classifica Lophophora williamsii come specie vulnerabile.

## Coltivazione
Si coltiva in un luogo luminoso e arieggiato, con temperature invernali anche molto basse (in inverno è consigliato porre la pianta in una serra temperata a 6-10 °C). In primavera ed estate va annaffiata con moderazione attendendo che la terra sia asciutta prima di annaffiare nuovamente; a partire da ottobre il terreno è da lasciare completamente a secco.

## Usi

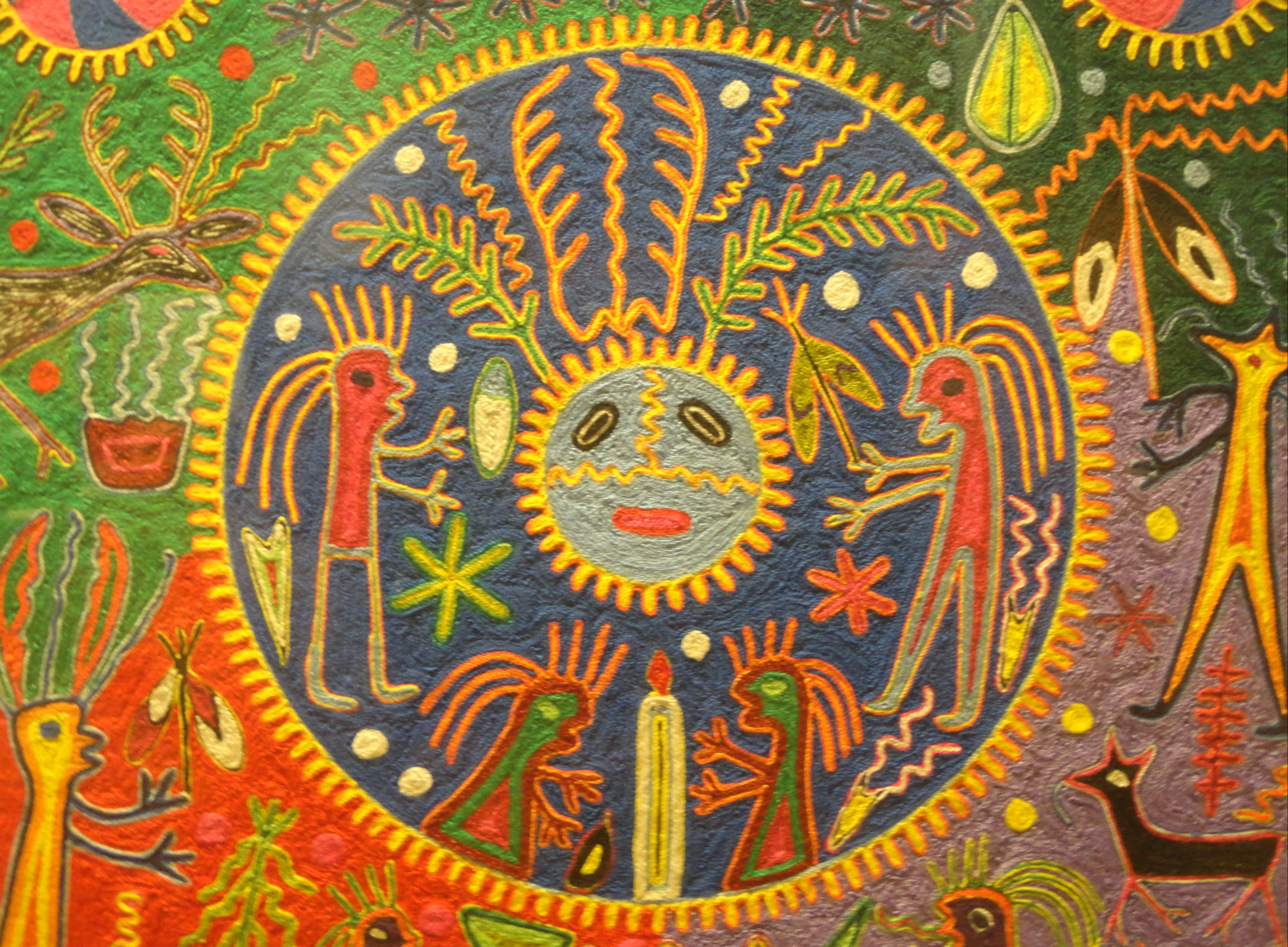
La visione indotta dallo spirito del peyote su un dipinto di lana detto nierika, opera del popolo Huicholes

Il peyote è noto per gli effetti psicotropi dovuti alla forte presenza di alcaloidi, in particolare della mescalina. Gli effetti allucinogeni possono essere accompagnati da cambiamenti fisici come tachicardia, bradipnea e nausea, causati dagli alcaloidi derivati dalla fenetilamina: dopamina, noradrenalina, adrenalina e serotonina, che interagiscono con il sistema nervoso. Nel 1982 uno studio sugli alcaloidi presenti in questa specie ha portato a distinguerne ben 52.
Oltre a sfruttare le sue proprietà psicoattive, i nativi americani la usavano per comunicare col soprannaturale, nonché per scopi terapeutici: nel trattamento del mal di denti, dolore da parto, febbre, dolori al petto, problemi dermatologici, reumatismi, diabete, raffreddore, cecità. In America alcuni farmaci contenenti sostanze estratte dal peyote vengono chiamati Anhalonium e si prescrivono per il trattamento di asma, nevrosi, nevrastenia. Dalla pianta viene estratta anche una molecola con proprietà antibiotiche, chiamata peyocactina.

### Il rituale
Il peyote si usa in un complesso di rituali, chiamato dagli occidentali peyotismo, che i nativi americani ritengono possa permettere di comunicare con gli dei e con gli antenati, dare forza, fornire guida e guarire. La guarigione può essere sia psichica sia fisica. Il rituale in genere inizia la sera e comprende la preghiera, l'ingestione del peyote, i "canti del peyote", i rituali dell'acqua e la contemplazione; termina la mattina successiva con la colazione.
Scavi archeologici sul fiume Rio Grande in Texas indicano la probabilità che i nativi americani facessero uso del peyote già 5 500 anni fa.